# Шемятички окръг
Шемятички окръг (на полски: Powiat siemiatycki; на беларуски: Сямяціцкі павет) е окръг в Подляско войводство, Североизточна Полша. Заема площ от 1459,46 км2.
Административен център е град Шемятиче.

## География
Окръгът обхваща земи от историческите области Подлясия, Полесия и Черна Рус. Разположен е край границата с Беларус, в южната част на войводството.

## Население
Населението на окръга възлиза на 47 791 души (2012 г.). Гъстотата е 33 души/km2.

## Административно деление
Административно окръгът е разделен на 9 общини.
Градска община:
- Шемятиче

Градско-селска община:
- Община Дрохичин

Селски общини:
- Община Гроджиск
- Община Джядковице
- Община Мелник
- Община Милейчице
- Община Нужец-Стаця
- Община Перлейево
- Община Шемятиче

## Фотогалерия
- Шемятиче
- Дрохичин